# Estádio Zorros del Desierto
O Estádio Municipal "Zorros del Desierto" de Calama é um estádio de futebol localizado em Calama, Chile. É utilizado pelo Cobreloa e tem capacidade para 12 000 pessoas.
Antes denominado Estádio Municipal de Calama, começou a ser remodelado em 2013 e reinaugurado em 2015 com uma partida entre o Cobreloa e o Deportes Antofagasta, válido pelo Campeonato Chileno.